# Casaforte Marseiller
Das Casaforte Marseiller, auch Maison Saluard genannt, ist die Ruine eines mittelalterlichen festen Hauses auf 792 m Höhe im Ortsteil Marseiller der Gemeinde Verrayes im Aostatal. Mit Ausnahme eines Teils war es fast vollständig verfallen. Heute ist es in privater Hand und wurde zwischen 2005 und 2015 teilweise restauriert. Es ist nicht öffentlich zugänglich.

## Geschichte

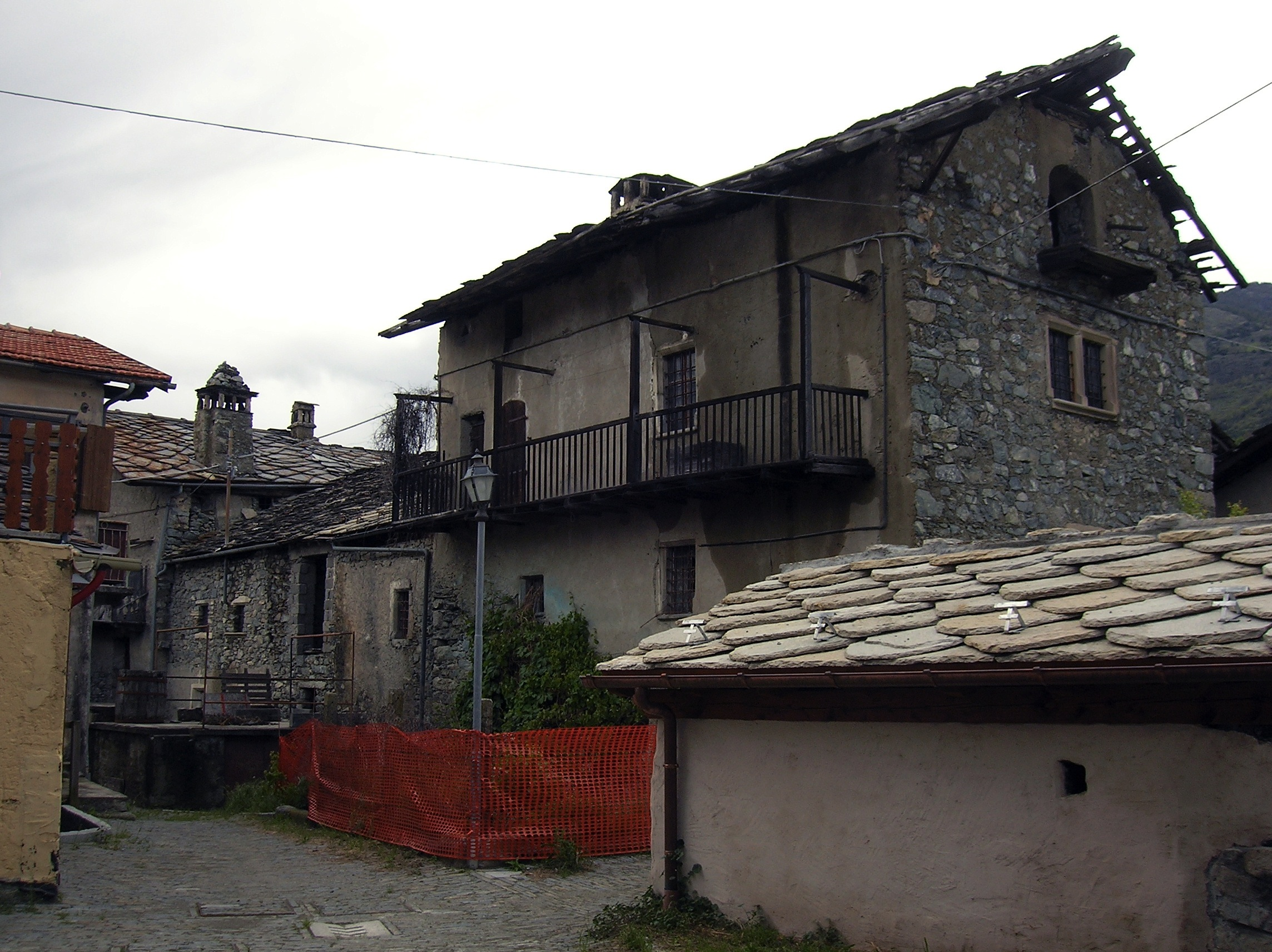
Rückseite des Komplexes

Das feste Haus Marseiller ließ in den 1430er- oder 1440er-Jahren Jean Saluard, ein Notar und Kastellan von Cly, wie schon sein Vater vor ihm, bauen.
Es bildete einen Teil der Modernisierungsarbeiten des Saluard-Fonds, die sich über mehrere Jahrzehnte erstreckten: 1423 ließ Jean Saluard auf dem Gelände des Dorfes einen Bewässerungskanal („Rû Marseiller“) bauen, der das Wasser aus dem Valtournenche herbeiführte, und 1441 ließ er die Michaelskapelle errichten. Für die Schaffung der Fresken in dem festen Haus und in dem Sakralbau rief er Giacomino da Ivrea, der ein Bildnis des Stifters im Inneren der Kapelle anfertigte. Die Fresken des festen Hauses sollen zwischen 1433 und 1440 entstanden sein.
Im 16. Jahrhundert wurde der Grundriss des festen Hauses verändert, möglicherweise wegen eines Brandes, und einige Bauelemente, wie verzierte Fenster und Türpfosten, tragen Daten unterschiedlicher Epochen: Z.B. findet man die Zahl 1562, die das Jahr des Einbaus der steinernen Wendeltreppe in der Südwestecke des Innenhofes angibt, und die Zahl 1642, die das Jahr etlicher Umbauten nennt.
In den 1980er-Jahren weist eine Rechnung der Regionalverwaltung des Aostatales auf eine Restaurierung des festen Hauses mit besonderer Beteiligung der Republik Italien im Jahre 1980 hin, und zwar mit „Konsolidierung der Fresken des Salons und des Hofes“ und dem Kauf eines Teils des Gebäudes.
In den 2000er-Jahren wurde ein Teil des festen Hauses Marseiller privat restauriert und ist nicht öffentlich zugänglich, wogegen ein anderer Flügel in vollkommen verfallenem Zustand ist.

## Beschreibung

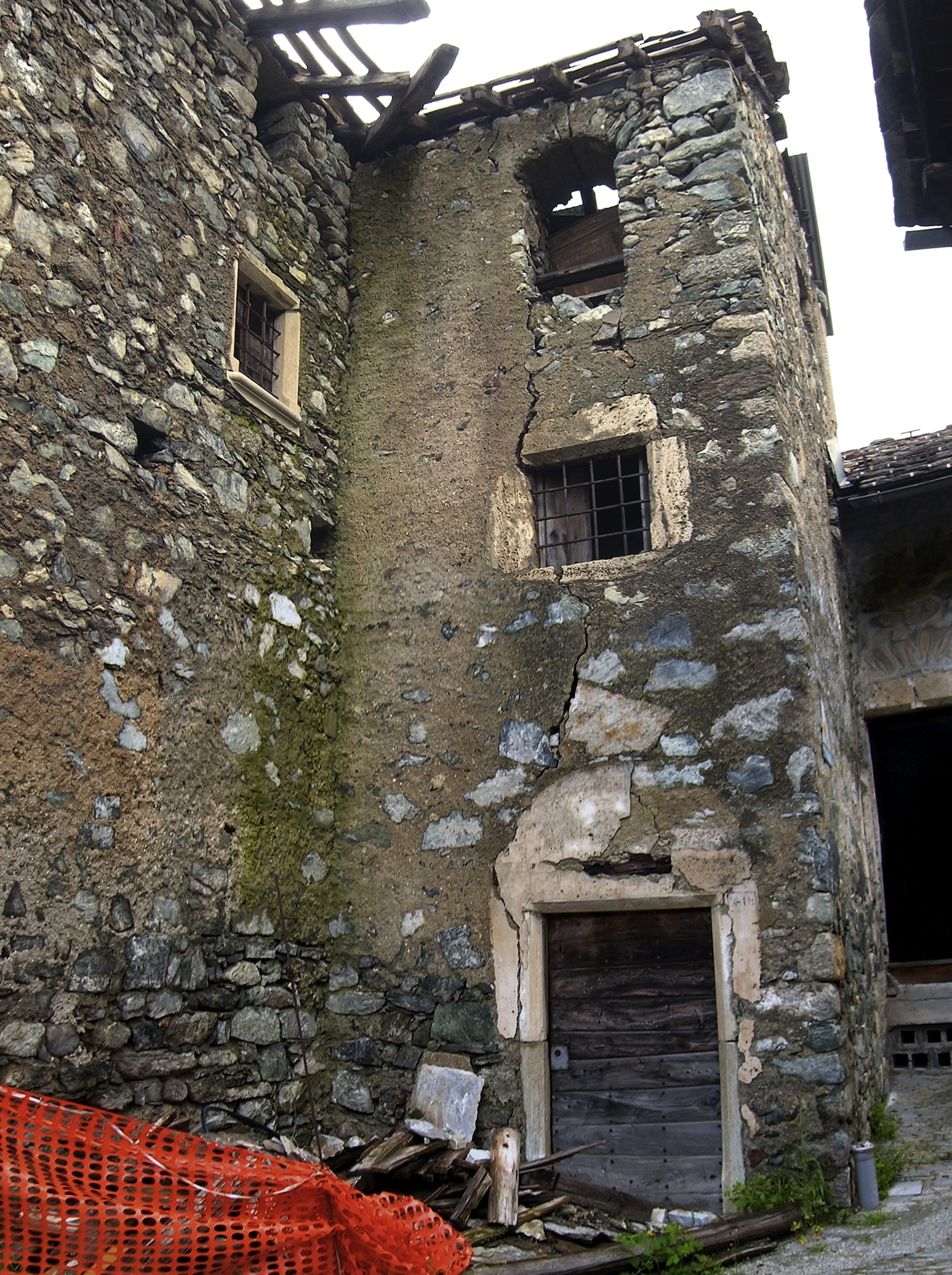
Verfallener Teil des Hauses

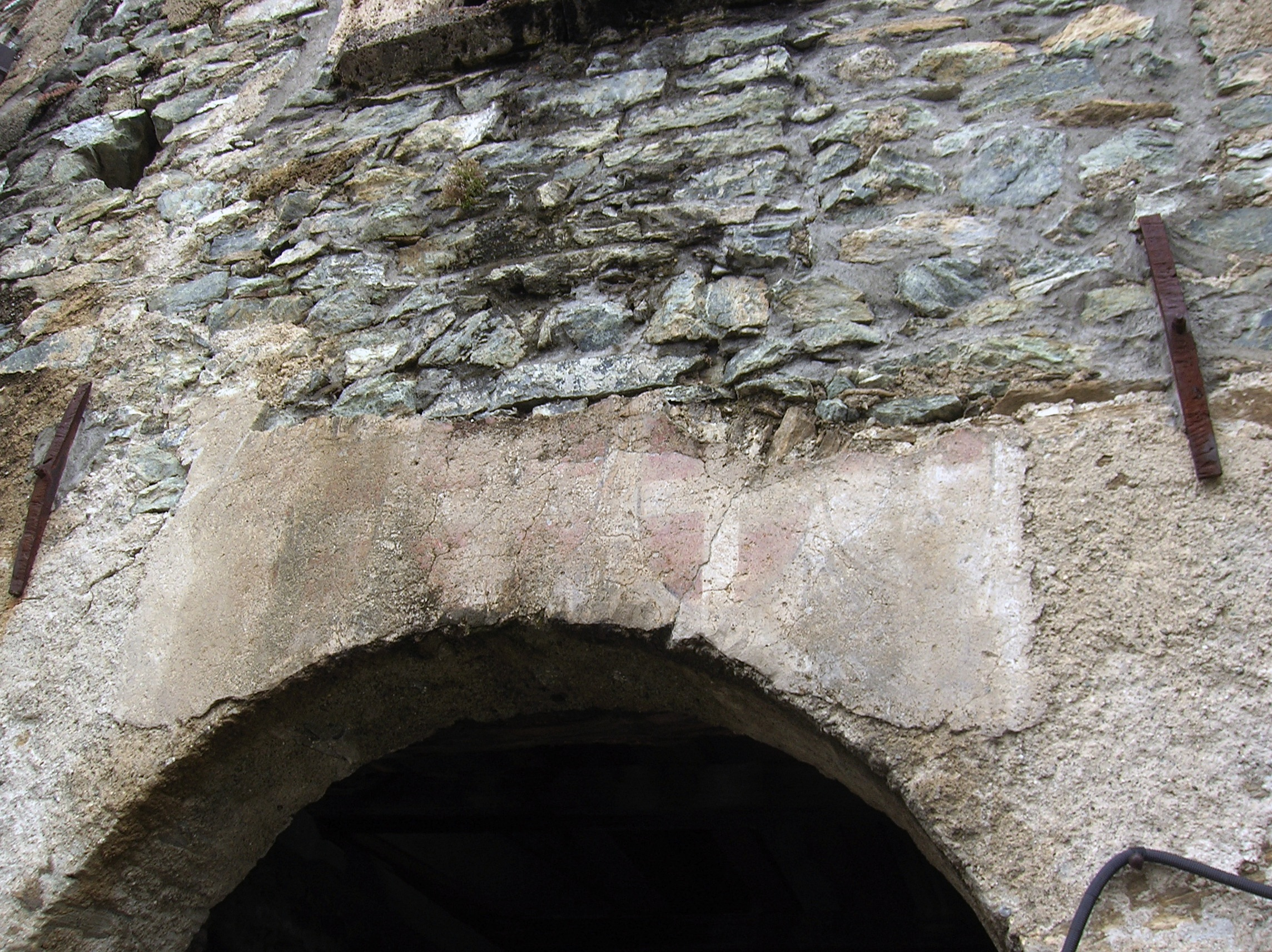
Das savoyardische Wappen über dem Eingang im Westen

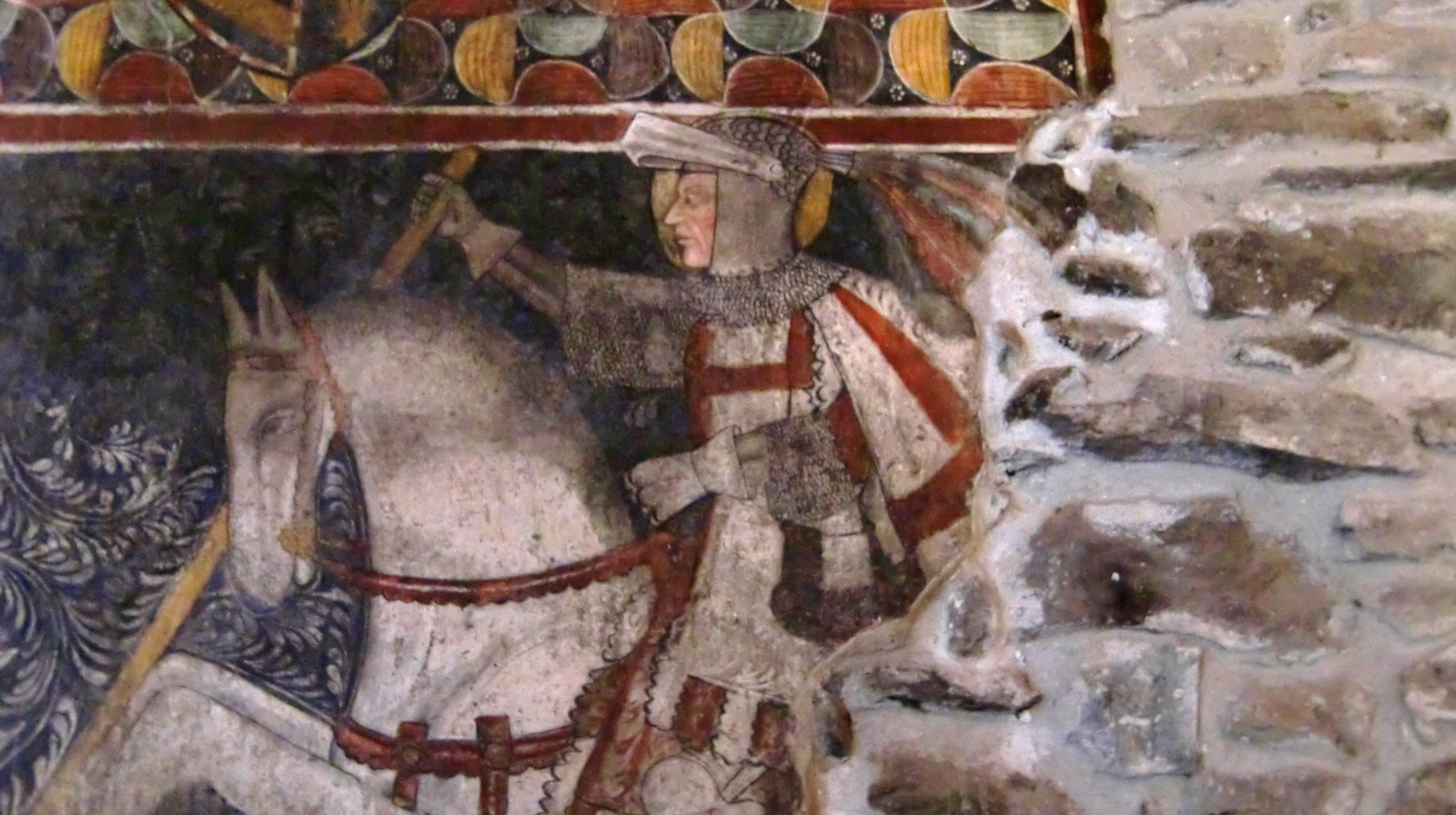
Fresko von Giacomino da Ivrea

Das feste Haus Saluard liegt im Inneren des Ortsteils Marseiller, mitten zwischen den anderen steinernen Wohnhäusern und nicht mit Hinweisschildern bezeichnet. Man gelangt dorthin, wenn man vom Tal aus zu Fuß die kleine Straße nimmt, die am Ortsanfang an der Kreuzung mit einem bescheidenen Brunnen von der Regionalstraße 11 abzweigt.
Das feste Haus besteht aus einem Komplex von Gebäuden, die sich im Laufe der Jahrhunderte überschnitten haben und verschmolzen sind. Der älteste Teil des Hauses ist der Eingangsbereich im Westen. Auf dem verblassten Putz über dem Haupteingang kann man noch das savoyardische Wappen erkennen.
Auch der Empfangssalon, der im Ostflügel des Gebäudes liegt und der in den 1980er-Jahren noch als Scheune genutzt wurde, wie die Gesellschaft für Archäologie und schöne Künste des Piemont 1967 berichtete und es André Zanotto auch bestätigte, gehört zu den ältesten Teilen des Komplexes. Insbesondere findet man dort einen volksgotischen Freskenzirkel von der Mitte des 15. Jahrhunderts, der Giacomino da Ivrea zugeschrieben wird: Im Wechsel mit den Wappen, darunter die der Viscontis und der Herzöge von Burgund, sind dort Fresken des karolingischen Zyklus angebracht: Wie Augusta Lange erwähnt, sind darunter die Paladine Olivier, Merlion, Rainold und Turpin. In den 2000er-Jahren wurde ein Teil des Freskenzyklus von privater Seite Arbeiten der „Reinigung, Konsolidierung und Stuckatur“ unterzogen.
Der kleine Innenhof mit zwei Loggien ist von dem des Schlosses Fénis inspiriert. Laut Bruno Orlandoni war der architektonische Typus des Hauses mit Innenhof des festen Hauses Marseiller mit seiner Verteidigungs-, Wohn- und Handelsfunktion im 15. Jahrhundert im Gebiet des Aostatales weit verbreitet, wenn er auch vermutlich früherer Herkunft war; das Haus mit Innenhof und Turm findet Bestätigung sowohl im Maison Lostan in Aosta als auch in anderen festen Häusern kleinerer Zentren: Beispiele sind das feste Haus Ville in Arnad, das Casaforte di Povil in Quart und das Casaforte di Néran in Châtillon.

## In der Literatur
Die Figur des Jean Saluard und sein festes Haus kommen im historischen Roman Il mercante di lana (dt.: Der Wollhändler) von Valeria Montaldi vor.